# Saint-Guinoux
Saint-Guinoux [sɛ̃ ɡinu] (bretonisch: Sant-Gwênoù) ist eine französische Gemeinde mit 1.247 Einwohnern (Stand: 1. Januar 2022) im Département Ille-et-Vilaine in der Region Bretagne; sie gehört zum Arrondissement Saint-Malo und zum Kanton Dol-de-Bretagne. Die Einwohner werden Guinoléens und Guinoléennes genannt.

## Geographie
Die Gemeinde Saint-Guinoux liegt etwa 13 Kilometer südöstlich von Saint-Malo an der Mündung des Meleuc in den Biez Jean. Umgeben wird Saint-Guinoux von den Nachbargemeinden La Gouesnière im Norden, La Fresnais im Nordosten, Lillemer im Osten und Südosten, Plerguer im Süden und Südosten, Miniac-Morvan im Süden und Südwesten sowie Saint-Père-Marc-en-Poulet im Westen.

## Bevölkerungsentwicklung
| Jahr                       | 1962 | 1968 | 1975 | 1982 | 1990 | 1999 | 2006 | 2012 | 2020 |
| Einwohner                  | 555  | 519  | 636  | 697  | 796  | 733  | 884  | 1003 | 1206 |
| Quellen: Cassini und INSEE |      |      |      |      |      |      |      |      |      |

## Sehenswürdigkeiten
- Kirche Saint-Ginou, im 18. Jahrhundert erbaut, Glockenturm aus den Jahren 1753 bis 1756

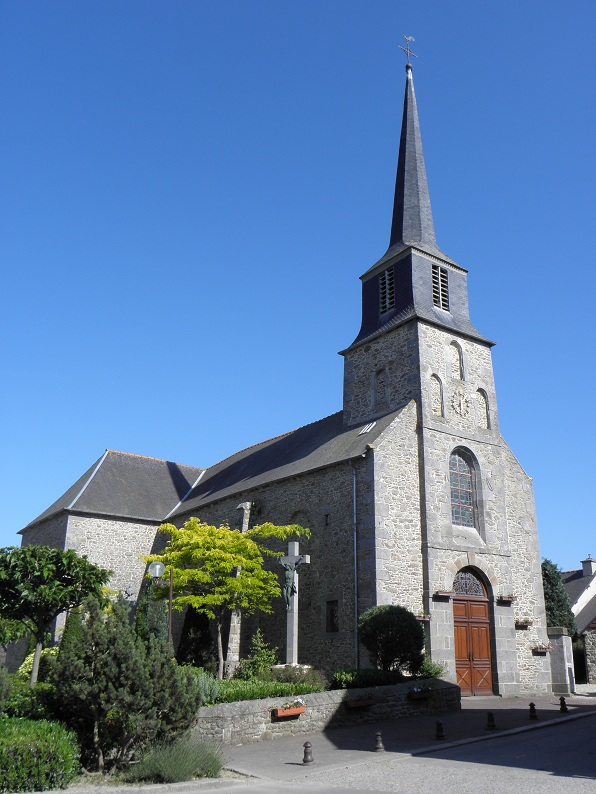
Kirche Saint-Ginoux
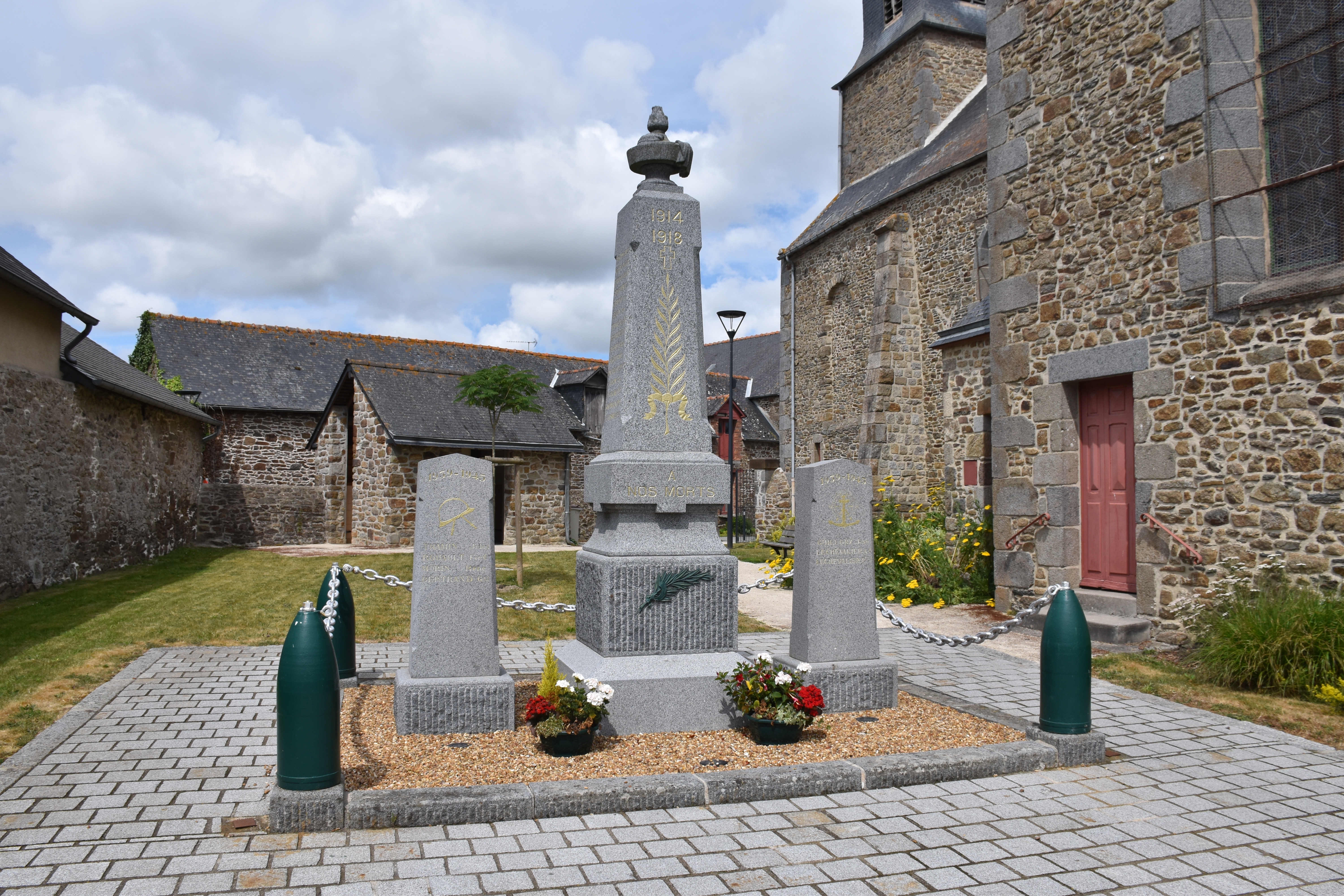
Gefallenendenkmal